# Rána z milosti

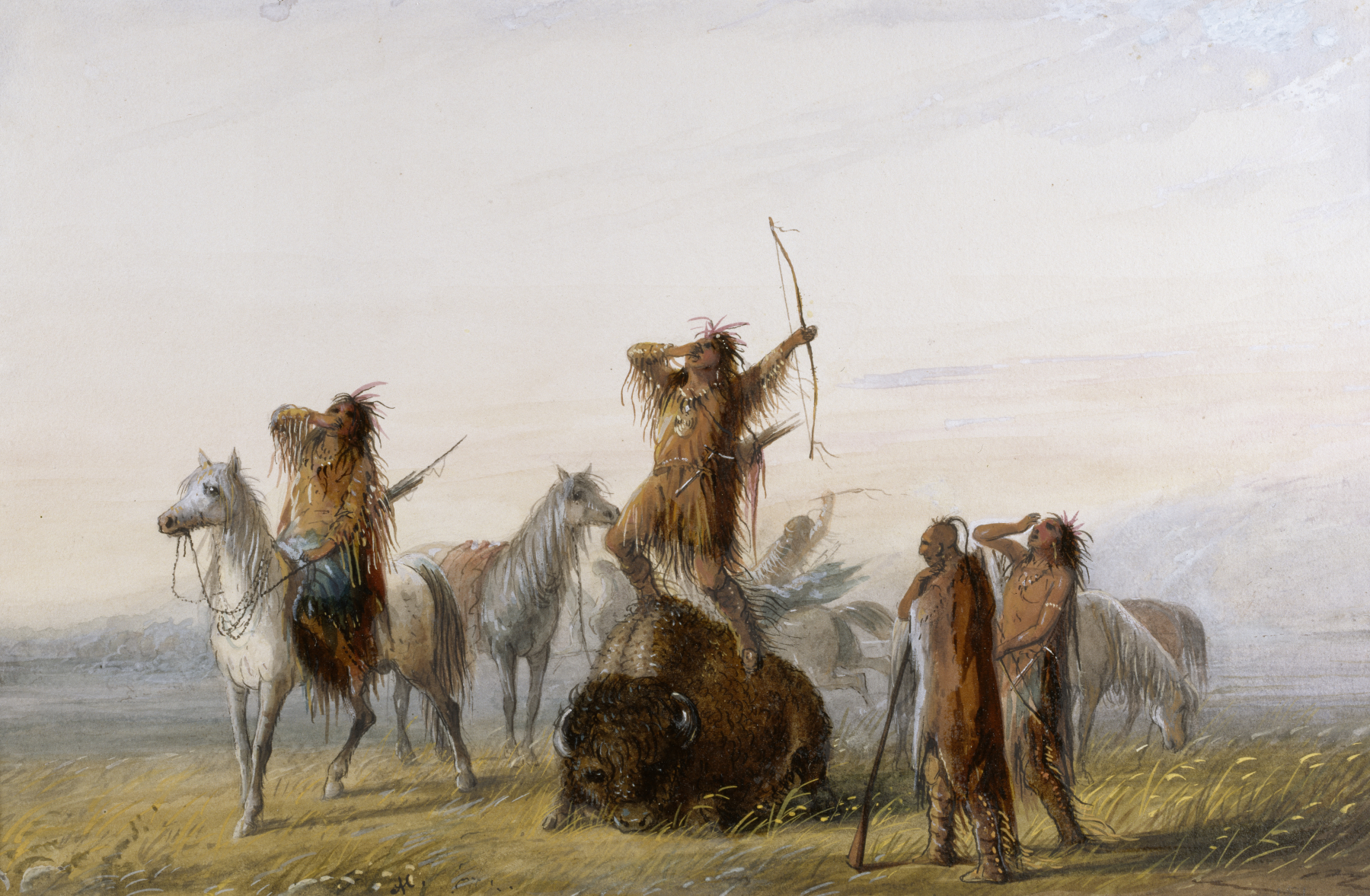
Obraz Yell of Triumph zachycující indiány shromážděné okolo smrtelně raněného bizona před tím než jej usmrtí ránou z milosti

Rána z milosti (někdy též označována francouzským termínem coup de grâce) je rychlé zabití těžce zraněného trpícího člověka nebo zvířete, kterým není pomoci. Termín se často používá i v přeneseném významu, kdy znamená rychlé ukončení nějaké činnosti, která stejně spěla k zániku. 